# عندق أصفر الأطراف
عندق أصفر الأطراف (الاسم العلمي: Nemipterus nematopus) (بالإنجليزية: Yellow-tipped threadfin bream)‏ هو نوع من الأسماك يتبع جنس العندق من فصيلة العندقات.